# 基礎英語
基礎英語（きそえいご）は、1925年（大正14年）7月から1941年（昭和16年）12月、1945年（昭和20年）11月から1994年（平成6年）3月まで、NHKラジオ第1放送系統またはNHKラジオ第2放送系統で放送された語学番組群である。
1990年代の語学番組改革以前の番組について解説する。

## 概要・歴史
戦前・戦中
社団法人東京放送局（社団法人3局時代）の1925年（大正14年）7月20日に現・NHKラジオ第1放送系統で「英語講座」として開始された。翌1926年（大正15年）から「英語講座初等科」と「英語講座中等科」に分かれる。前者は1933年（昭和8年）に「基礎英語講座」に改題、2021年（令和3年）現在放送の「中学生の基礎英語 レベル1」に繋がるが、当時は旧制中学1年に相当する内容で、夏休みの夏季特別番組で8月にかけての放送だった。放送時間は日曜を除く毎朝8時からの30分間である。番組テキストはNHK放送博物館に残っていない。残っている秋季（1925年9月下旬から10月上旬に放送）の番組テキストから初期は英語文献の読解に力点をおいたものと考えられている。のちに初心者向けに英文法や慣用句を日本語で説明するスタイルが一般的になった。1927年度（昭和2年度）大阪中央放送局の番組テキストには、おなじみの「This is a pen.」との文例が登場している。このスタイルが戦後も引き継がれた。
社団法人大阪放送局では1925年（大正14年）9月15日、社団法人名古屋放送局では同年12月10日から「英語講座」が始まった。当時、東京、名古屋、大阪の各放送局を結ぶ中継線がなく、東京制作の番組を同時放送することができなかったために、各放送局でそれぞれ独自の番組を制作し放送した。3局が一緒になり、社団法人日本放送協会になっても、その手法は続いた。
NHKアーカイブスによると、1941年（昭和16年）12月8日の第二次世界大戦の勃発により英語は「敵性言語」とされて太平洋戦争開戦で番組が放送停止になり、そのまま終戦を迎える。
『放送研究と調査2021年11月号（NHK放送文化研究所）』によると、開戦日まで現・NHKラジオ第2放送系統で放送されており、翌日ラジオ第2放送系統の放送休止とともに放送休止になっているという。
戦後
1945年（昭和20年）11月1日に休止直前と同じ番組タイトル「基礎英語講座」として第1放送で再開、1950年（昭和25年）7月より第2放送での放送になり、1961年度（昭和36年度）より「基礎英語」に改題した。のちに中学2・3年程度を学べる「続基礎英語（1965年<昭和40年>）」と中学3年生以上を学べる「上級基礎英語（1987年<昭和62年>）」が開設されて「基礎英語」は中学1年向けの講座として継続した。
語学番組改革後
1990年代にNHKの語学番組の改革が行われた。1994年度（平成6年度）に「基礎」「続」「上級基礎」を廃止して学年別へ移行し、学習指導要領改訂などにより再編成を重ねて『基礎英語1』『同2』『同3』と改題し、『おとなの基礎英語』『テレビで基礎英語』『しごとの基礎英語』が派生した。また、1995年度（平成7年度）より国際放送、NHKワールド・ラジオ日本で放送している英語ニュースが国内向けの系統であるNHKラジオ第2放送でも放送されるようになった。日本在住の外国人向けの番組であるが、生の言語を聞けるので併せた形での利用も広まった。

## 歴代出演講師
- 岡倉由三郎（1925年 - 1936年）[1]
- 福原麟太郎（1925年）[9]
- 神保格（1925年）[9]
- 堀英四郎（1945年、昭和20年度）
- 小川芳男（1946年、昭和21年度）
- 岩崎民平（1947年、昭和22年度）
- 小川芳男（1948年 - 1951年、昭和23 - 26年度）
- 柴崎武夫（1952年 - 1955年、昭和27 - 30年度）
- 西江定（1956年 - 1958年、昭和31 - 33年度）
- 野口啓介・巽豊彦（1959年、昭和34年度）
- 芹沢栄（1960年 - 1964年、昭和35 - 39年度）
- 三井平六（1965年 - 1968年、昭和40 - 43年度）
- 北村宗彬（1969年 - 1971年、昭和44 - 46年度）
- 大野一男（1972年 - 1976年、昭和47 - 51年度）
- 小島義郎（1977年 - 1982年、昭和52 - 57年度）
- 上田明子（1983年 - 1986年、昭和58 - 61年度）
- 仁木久恵（1987年 - 1990年、昭和62 - 平成2年度）
- 神保尚武（1992年 - 1994年、平成3 - 5年度）